# Edelbeck

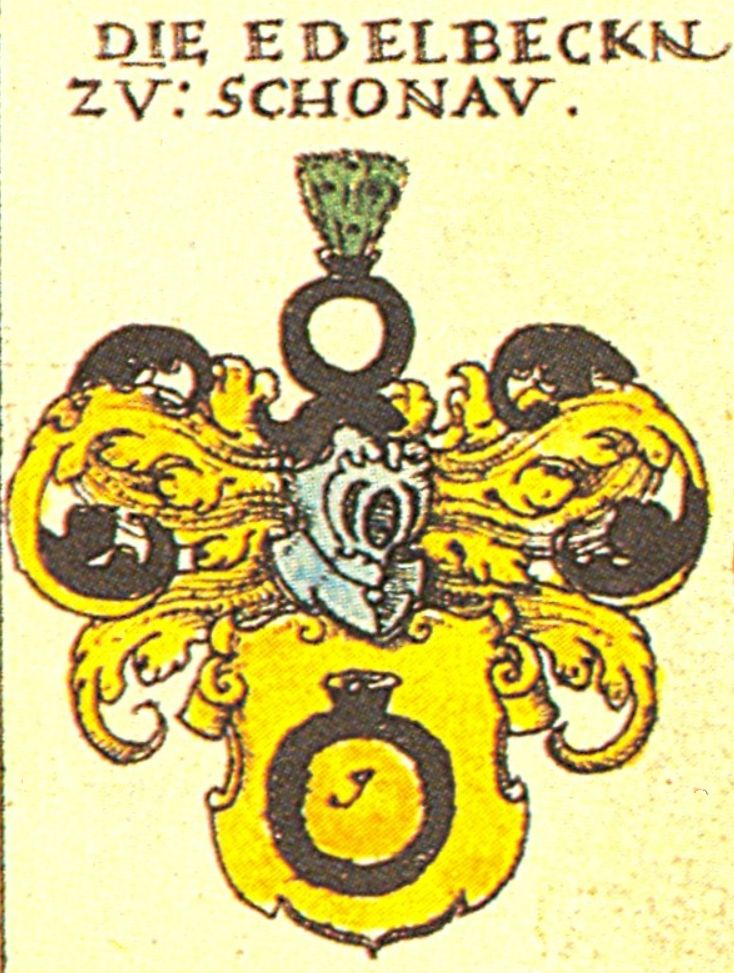
Wappen der Edelbeckn von Schönau nach Johann Siebmacher 1605

Die Freiherren von Edelbeck waren ein niederbayrisches Adelsgeschlecht mit Stammsitz in Untergrasensee, heute einem Gemeindeteil der Stadt Pfarrkirchen.
Einige Abkömmlinge lebten im 14. und 15. Jahrhundert auch in Österreich, dort unter den Schreibweisen Edelbeckh, Edelpeckh zu Harraß, Ebenpeckh und Oed(e)lnpeckh. Dieser österreichische Familienzweig ist 1381 mit Martin Oedlnpeck erstmals nachgewiesen und starb mit Georg Edelpeck zu Harraß aus († 28. September 1522 zu Wien). Diese Familie trug einen anderen Schild (vierfeldrig, mit einem einwärts gekehrte geharnischten Arm mit einem Turnierschwert, Helm mit diesem zwischen zwei rot und weiß gestreiften Büffelhörnern, Helmdecke rot und weiß) als die niederbayerischen Edelbeck (Wappen mit einer Reiseflasche mit drei Öffnungen, Helm dasselbe, in der mittleren drei Federn).
Kaspar Edelbeck kauft 1416 das Schloss Prausnitz.
1606 erwarb Hans Jacob Edelbeck, Landrichter zu Landau, das Lehen Obergrasensee. Nach seinem Tod ging dieses an seinen Sohn Georg Adam Edelbeck, später Pfleger zu Winzer über. Bereits 1423 hatten die Edelbeck den Sitz zu Untergrasensee von Beatrix von Camer zu Münchshof erworben. Der Sitz Höhenberg wurde 1643 von Georg Adam von Edelbeck angekauft.
Joseph Franz Edelbeck zu Ebersdorf wurde am 9. September 1695 in den Reichsfreiherrenstand erhoben. Später geht der Sitz Höhenberg, wie ebenso Unter- und Obergransee, an die Grafen von Baumgarten über.
Maria Theodora Freiin von Edelbeck auf Gransee wurde am 26. November 1748 Äbtissin des Cisterzienserstiftes Seligenthal.
Mit Joseph Aloysius Fransicus Freiherr von Edelbeck (* 7. September 1691, † 26. Januar 1770), Kanonikus in Freising und Ritter des Ordens vom Hl. Georg, als letzten Nachkommen starb das Geschlecht aus. Sein zuweilen angegebenes Sterbedatum von 1730 scheint nach Siebmachers Angaben nicht zu stimmen, da er die Hofmark Obergransee erst am 24. November 1745 an Carl Sebastian Graf von Baumgarten verkauft hat. Sein Grabmal und das seines Vorfahren Johann Martin von Edelbeck von Schönau, Unter- und Niedergransee zu Höchberg († 1682), verheiratet mit Johanna Catharina Freiin von Giech, sind noch in der Pfarrkirchner Stadtpfarrkirche erhalten.